# Бринкман, Томас
Томас Бринкман (нем. Thomas Brinkmann; род. 5 января 1968, Дуйсбург, Северный Рейн-Вестфалия) — немецкий хоккеист на траве, полузащитник и защитник. Серебряный призёр летних Олимпийских игр 1988 года, бронзовый призёр чемпионата Европы 1987 года, двукратный чемпион Европы по индорхоккею 1991 и 1994 годов.

## Биография
Томас Бринкман родился 5 января 1968 года в западногерманском городе Дуйсбург.
Играл в хоккей на траве за «Уленхорст» из Мюльхайм-ан-дер-Рура. В его составе в 1985—1995 годах восемь раз стал чемпионом ФРГ / Германии, в 1987 году выиграл титул в индорхоккее. В 1988—1995 годах восемь раз подряд стал обладателем Кубка европейских чемпионов.
В 1987 году в составе сборной ФРГ завоевал бронзовую медаль чемпионата Европы в Москве.
В 1988 году вошёл в состав сборной ФРГ по хоккею на траве на летних Олимпийских играх в Сеуле и завоевал серебряную медаль. Играл в поле, провёл 5 матчей, мячей не забивал.
Дважды выигрывал чемпионат Европы по индорхоккею: в 1991 году в Бирмингеме и в 1994 году в Бонне.
В 1987—1995 годах провёл за сборную ФРГ / Германии 99 матчей, в том числе 94 на открытых полях, 5 в помещении.

## Семья
Мать Дирка Бринкмана Маргрет Крайенберг занималась теннисом, была чемпионкой ФРГ в парном разряде.
Старшие братья Марк Бринкман и Дирк Бринкман (род. 1964) также играли в хоккей на траве за «Уленхорст». Дирк Бринкман выступал за сборную ФРГ, был двукратным серебряным призёром летних Олимпийских игр 1984 и 1988 годов.